# إلينوي
إلينوي أو إلِنُوي (بالإنجليزية: Illinois اختصارًا IL) ولاية تقع في وسط غرب الولايات المتحدة. تعد خامس أكبر ولاية من حيث عدد السكان ورقم 25 من حيث المساحة. بوجود شيكاغو في الشمال الشرقي وبعض المدن الصناعية الصغيرة والإنتاج الزراعي الضخم في الشمال والمنتصف، ووجود الموارد الطبيعية كالفحم والبترول في الجنوب تمتلك الولاية قاعدة اقتصادية متنوعة كما أنها محور نقل أساسي. يصل ميناء شيكاغو الولاية بالموانئ الأخرى التي تقع في على البحيرات العظمى ونهر المسيسيبي. ظل مطار أوهير الدولي من أكثر المطارات اكتظاظا بالركاب بالعالم لعدة عقود.
بالرغم من أن أكثر الأماكن اكتظاظا بالسكان في الولاية هي شيكاغو والمنطقة الشمالية من الولاية، الجاليات الأوروبية استطاعت أن تنتشر في البداية بغرب الولاية، الفرنسيون الكنديون تمركزوا حول نهر المسيسبي وهم الذين سموا المنطقة الينوى. بعد انتهاء الحرب الأهلية الأمريكية بدأ المستوطنون القدوم من كنتاكي عن طريق نهر أوهايو من بداية 1810. بعد انتهاء إنشاء قناة إيري ازدادت حركة التجارة عن طريق البحيرات العظمى، تأسست مدينة شيكاغو على ضفاف نهر شيكاغو كواحدة من الموانئ الطبيعية على جنوب بحيرة ميتشجين. بعد اختراع جون دير للمحراث الآلي تحولت سهوب البراري إلى واحدة من أكثر الحقول المنتجة في العالم وجذبت الفلاحين المهاجرين من ألمانيا والسويد. السكك الحديدية نقلت الفلاحين إلى منازلهم الجديدة كما استُخدِمت السفن لنقل محاصيلهم للعالم الخارجي.
بحلول القرن العشرين أدّى زيادة عدد الوظائف الصناعية في الشمال ووظائف التنقيب عن الفحم في المدن الوسطى والجنوبية إلى جذب المهاجرين من شرق وجنوب أوروبا. كانت الولاية مركزا صناعيا هاما خلال الحروب العالمية.
ثلاثة رؤساء انتخبوا للحكم بينما كانوا يعيشون في الولاية:ابراهام لينكون، يوليسيس جرانت وباراك أوباما بالإضافة إلى رونالد ريغان الذي أسّس عمله السياسي بكاليفورنيا كان هو الرئيس الوحيد الذي ولد وعاش بالولاية. تكرم الولاية ابراهام لينكولن بعرضه على شعارها الرسمي منذ عام 1954.

## أصل التسمية
«إلينوى» هي النطق الحديث للبعثات الفرنسية الكاثوليكية الأولى، كان للاسم عدة طرق للنطق في التسجيلات القديمة.

## التاريخ

### قبل الأوربيين

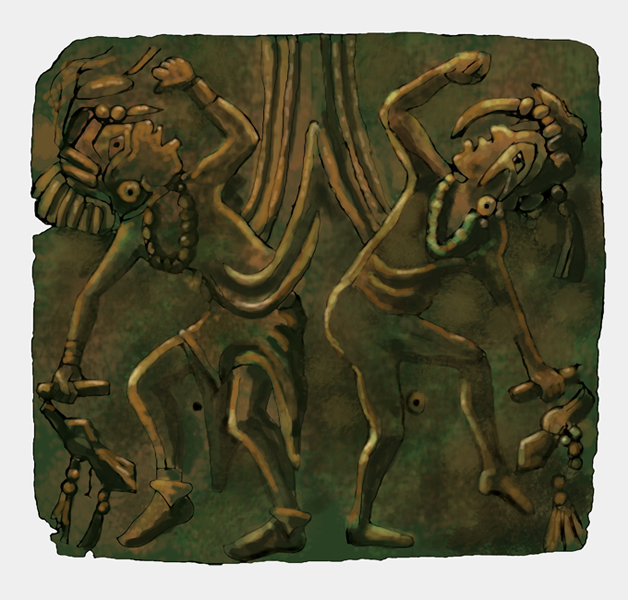
لوحة نحاسية تعود إلى حضارة المسيسيبي، عُثر عليها في مقاطعة يونيون، بولاية إلينوي

الهنود الحمر بجوار خطوط المياة في إلينوي لآلاف السنوات قبل قدوم الأوربيون. كاهوكيا أكبر إقليم حضاري عاشوا به أثناء العصر القبل كولومبي وعصر حضارة المسيسيبي يقع في الوقت الحالي بالقرب من كلينسفيل. بنى الهنود الحمر أكثر من 100 منصة وشاهد للقبور، كما أنهم بنوا سوق تجاري على مساحة خمسين فدان وبنوا أيضاً حديقة كبيرة من شجر الأرز المقدس، كل ذلك في تصميم يعبر عن شكل حضارتهم. في منتصف الموقع يوجد تل الرهبان أكبر بناء للحضارة في العصر قبل كولومبي في شمال وادي المكسيك. يبلغ ارتفاع التل 30 متر ويبلغ عرضه 255 متر وطوله 290 متر ويغطي مساحة 13.8 فدان. يبلغ حجم التل 622.000 متر مكعب. اختفت هذه الحضارة في القرن الخامس عشر لأسباب غير معروفة.

### مرحلة الاكتشاف الأوروبي
قام المكتشفان الفرنسيان جاك ماركيت ولويس جولييه باستكشاف نهر إلينوي عان 1673. عام 1680 قام مستكشفون فرنسيون آخرون ببناء قلعة تعرف اليوم باسم بيوريا وببناء قلعة أخرى عام 1682. قدم الفرنسيون الكنديون إلى الجنوب عام ليسكنوا تحديدا حول منطقة نهر المسيسبي. وكانت الولاية ضمن الإمبراطورية الفرنسية لويزيانا حتى عام 1763 عندما سيطرت عليها بريطانيا بهزيمتها لفرنسا في حرب السنوات السبع. استمرت المستعمرات الفرنسية الصغيرة بالرغم من أن الكثير من الفرنسيون انتقلوا إلى الغرب في مدينة سانت لويس بولاية ميزوري لتجنب الحكم البريطاني.
في عام 1778 قام جورج روجرز كلارك بجعل إلينوي تابعة لمستوطنة فرجينيا. قامت مستوطنة فرجينيا بالتنازل عن إلينوي للولايات المتحدة كتسوية عام 1783 وأصبحت تابعة للإقليم الشمالي الغربي، ثم بعد ذلك وضع الإقليم تحت إدارة للحكومة الفيدرالية للولايات المتحدة ثم تم تقسيم الإقليم بعد ذلك إلى ولايات.

### الحرب الأهلية

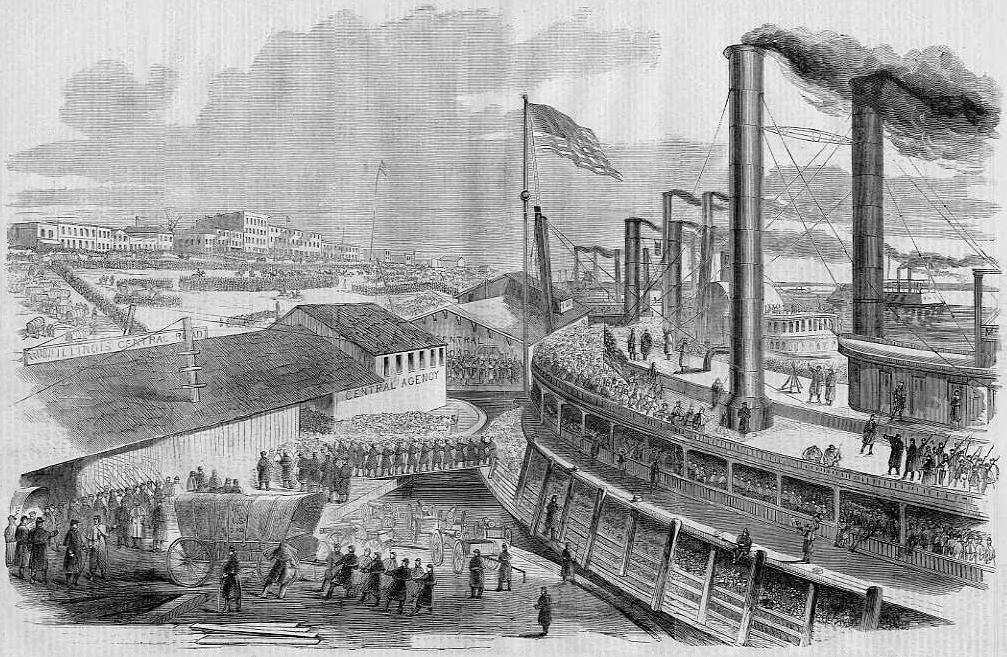
صعود قوات الجيش المتحد من القاهرة في 10 يناير 1862

أثناء الحرب الأهلية الأمريكية، احتلت الولاية المركز الرابع من حيث عدد الجنود المحاربين (أكثر من 250.000 جندي) في جيش الاتحاد، لم يتخطى هذا الرقم غير ولايات نيويورك، بنسلفانيا واوهايو. بدأت الولاية المشاركة عندما نادى الرئيس إبراهام لينكولن القوات بالقدوم ومتابعة الحرب. حشدت الولاية فوج من أفواج المشاة وكان ترتيبهم من الفوج رقم 7 إلى الفوج رقم 156. قدمت الولاية أيضا 17 فوج من سلاح الفرسان بالإضافة إلى فوجان من سلاح المدفعية. كانت مدينة القاهرة التي تقع في الجزء الجنوبي من الولاية على نهري المسيسيبي وأوهايو موقعا استراتيجيا ساعدت الولاية كمركز هام للذخيرة والتدريب للجيش المتحد. لعدة شهور ظل المقر الرئيسي للوائين يوليسيس جرانت وفوتى في مدينة القاهرة.

### القرن التاسع عشر

#### قبل قيام الدولة
كانت شركة إلينوي واباش من أوائل الجهات التي طالبت بملكية مساحات كبيرة من إلينوي. تأسس إقليم إلينوي في 3 فبراير 1809، وكانت عاصمته كاسكاسكيا، وهي مستوطنة فرنسية مبكرة.
عُدلت الحدود الشمالية المقترحة للولاية مرتين، خلال المناقشات التي سبقت انضمام إلينوي إلى الاتحاد. حددت الأحكام الأصلية لمرسوم الشمال الغربي حدودًا تتماس مع الطرف الجنوبي لبحيرة ميشيغان. كانت ستترك مثل هذه الحدود إلينوي بدون أي شاطئ على بحيرة ميشيغان على الإطلاق. ومع ذلك، ونظرًا لأن إنديانا حصلت بنجاح على امتداد شمالي قدره 10 أميال (16 كيلومتر) على حدودها لتوفير واجهة بحيرة قابلة للاستخدام، فإن مشروع القانون الأصلي لولاية إلينوي، الذي قُدم إلى الكونغرس في 23 يناير 1818، نص على حدود شمالية على نفس خط عرض إنديانا، والذي يُعرف بأنه 10 أميال شمال الطرف الجنوبي لبحيرة ميشيغان.
لم يكن مندوب إلينوي، ناثانييل بوب، راضيًا بالحدود المقترحة وأراد المزيد، فضغط من أجل نقلها إلى الشمال. شمل مشروع القانون النهائي الذي أقره الكونغرس تعديلًا لنقل الحدود إلى خط عرض 42 درجة و30 دقيقة شمالًا، أي ما يعادل حوالي 82 كيلومتر إلى الشمال من الحدود الشمالية لولاية إنديانا. أضاف هذا التحول 22,000 كيلومتر مربع إلى مساحة الولاية، بما في ذلك منطقة تعدين الرصاص بالقرب من جالينا، والأهم من ذلك، أنها أضافت ما يقرب من 50 ميلًا من شاطئ بحيرة ميشيغان ونهر شيكاغو. تصور بوب وآخرون قناة تربط نهري شيكاغو وإلينوي، ومن ثم ربط البحيرات العظمى بنهر المسيسيبي.

#### الحرب الأهلية وما بعدها
احتلت إلينوي المرتبة الرابعة من ناحية عدد الجنود الذين خدموا (أكثر من 250,000) في جيش الاتحاد خلال الحرب الأهلية الأمريكية، وهو رقم لم تتجاوزه سوى نيويورك وبنسلفانيا وأوهايو. حشدت إلينوي ابتداءً من الدعوة الأولى للرئيس أبراهام لينكولن للجنود واستمرارًا خلال الحرب، 150 فوج مشاة، جرى ترقيمها من الفوج السابع إلى الفوج 156. جُمع أيضًا 17 فوجًا للفرسان، إضافة إلى فوجين من المدفعية الخفيفة. خدمت مدينة القاهرة، الواقعة في الطرف الجنوبي من الولاية عند ملتقى نهري المسيسيبي وأوهايو، كقاعدة إمداد ومركز تدريب مهم استراتيجيًا لجيش الاتحاد. كان لكل من الجنرال جرانت والأدميرال فوت مقرًا رئيسيًا في القاهرة، لعدة أشهر.
ارتفع عدد سكان شيكاغو بشكل كبير خلال الحرب الأهلية وبعدها، ما زاد من شهرتها. أثر كل من إضراب بولمان وأعمال شغب هايماركت، على وجه الخصوص، بشكل كبير على تطور الحركة العمالية الأمريكية. امتد حريق شيكاغو الكبير الذي شب في وسط مدينة شيكاغو، من يوم الأحد الموافق 8 أكتوبر 1871، وحتى يوم الثلاثاء الموافق 10 أكتوبر 1871، ودمر مساحة قدرها أربعة أميال مربعة (10 كيلومتر مربع).

### القرن العشرون
بحلول القرن العشرين كان تعداد سكان الولاية 5 ملايين نسمة. أدى زيادة عدد الوظائف بالولاية بسبب توسع القاعدة الصناعية لها إلى جذب العديد من الناس من الولايات الأخرى. كان السكان البيض يمثلون 98% من نسبة السكان. بسبب زيادة الهجرة من جنوب وشرق أوروبا والزنوج من الجنوب تحولت الولاية إلى واحدة من أهم الولايات بالاتحاد وبنهاية القرن كان عدد السكان قد وصل إلى 12.4 مليون نسمة.

## الجغرافيا

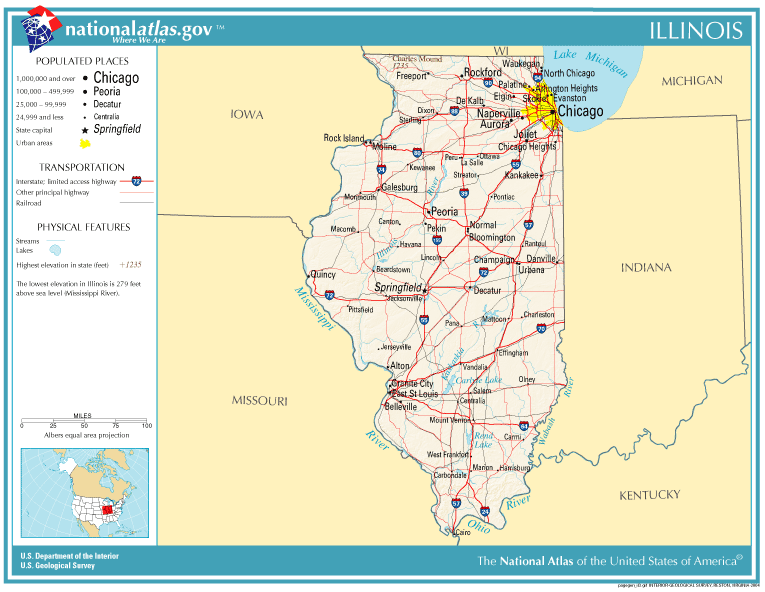
بعض الطرق و المدن الاساسية بالولاية

تقع الولاية في منتطقة غرب وسط الولايات المتحدة وتعتبر من الولايات الثمانية والمقاطعة الكندية أونتاريو في إقليم البحيرات العظمى في قارة أمريكا الشمالية.

## الديموغرافيا

### اللغات
اللغة السائدة في الولاية هي اللغة الإنجليزية بالإضافة إلى لغات المهاجرين المختلفة

### الدين
تتنوع فيها منتمي الديانات السماوية أو اللا دينيون

## الاقتصاد

### الطاقة
تستورد الولاية معظم وقودها اللازم لإنتاج الطاقة، بالرغم من وجود مناجم الفحم الكثيرة وعدد قليل من حقول البترول. تصدر الينوى الكهرباء وتحتل المركز الخامس بين الولايات المنتجة للكهرباء والسابعة من حيث معدل الاستهلاك.

### البترول
تعد إلينوى من الولايات الرائدة في تكرير البترول في اقليم وسط غرب الولايات المتحدة، بمعدل تكرير ضخم يبلغ حوالى 900.000 برميل يوميا. بالرغم من ذلك فان إنتاج الولاية من النفط الخام قليل للغاية ويعتبر اقل من 1% من إنتاج الولايات المتحدة. يوفر الغاز الطبيعى حوالى 81% من الوقود المستخدم في نظام التدفئة بالولاية ويوفر المازوت حوالى 1%. تحتل الولاية المركز الرابع عشر في إنتاج البترول بيمعدل إنتاج يبلغ 28.000 برميل في عام 2005.

## معرض صور

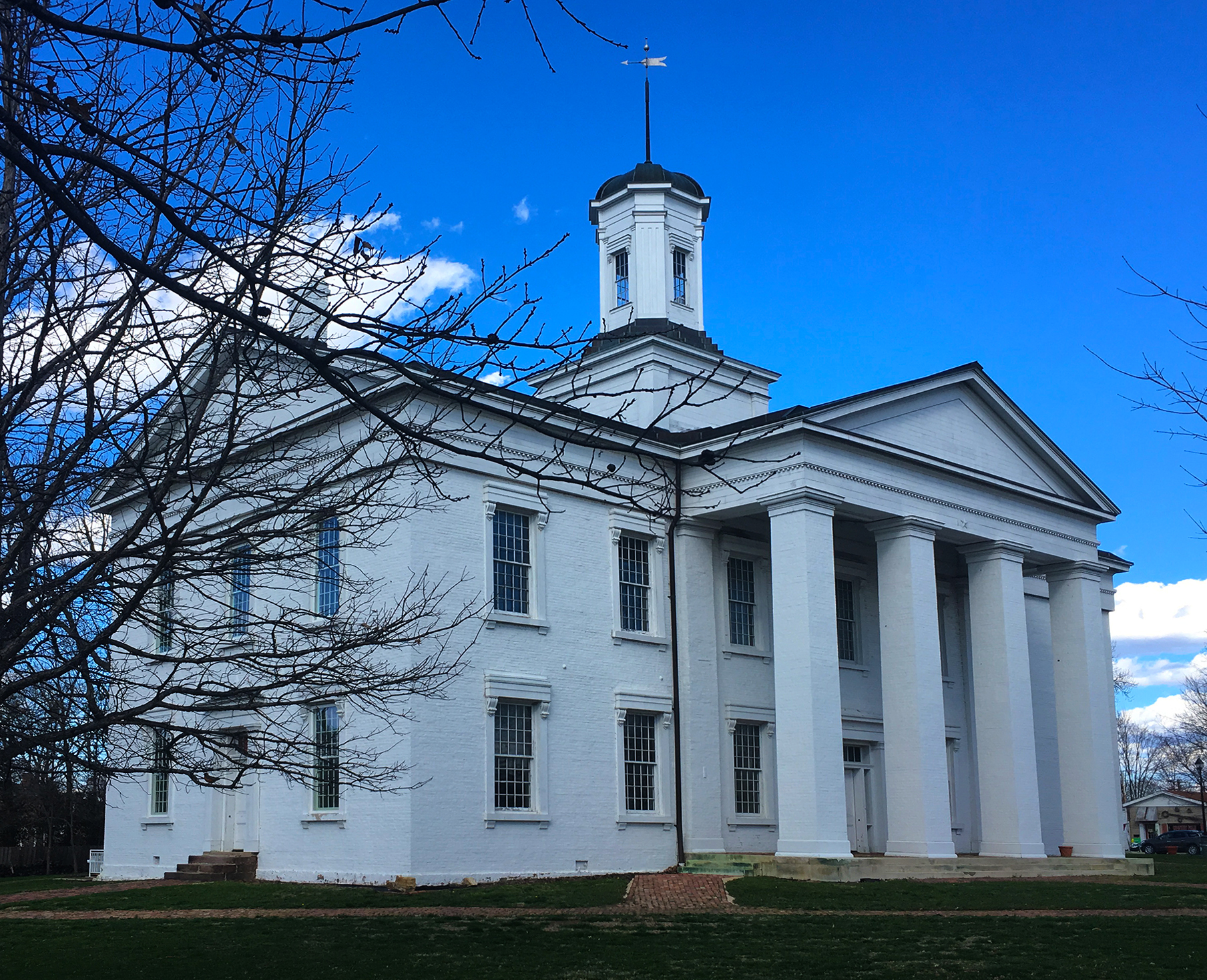
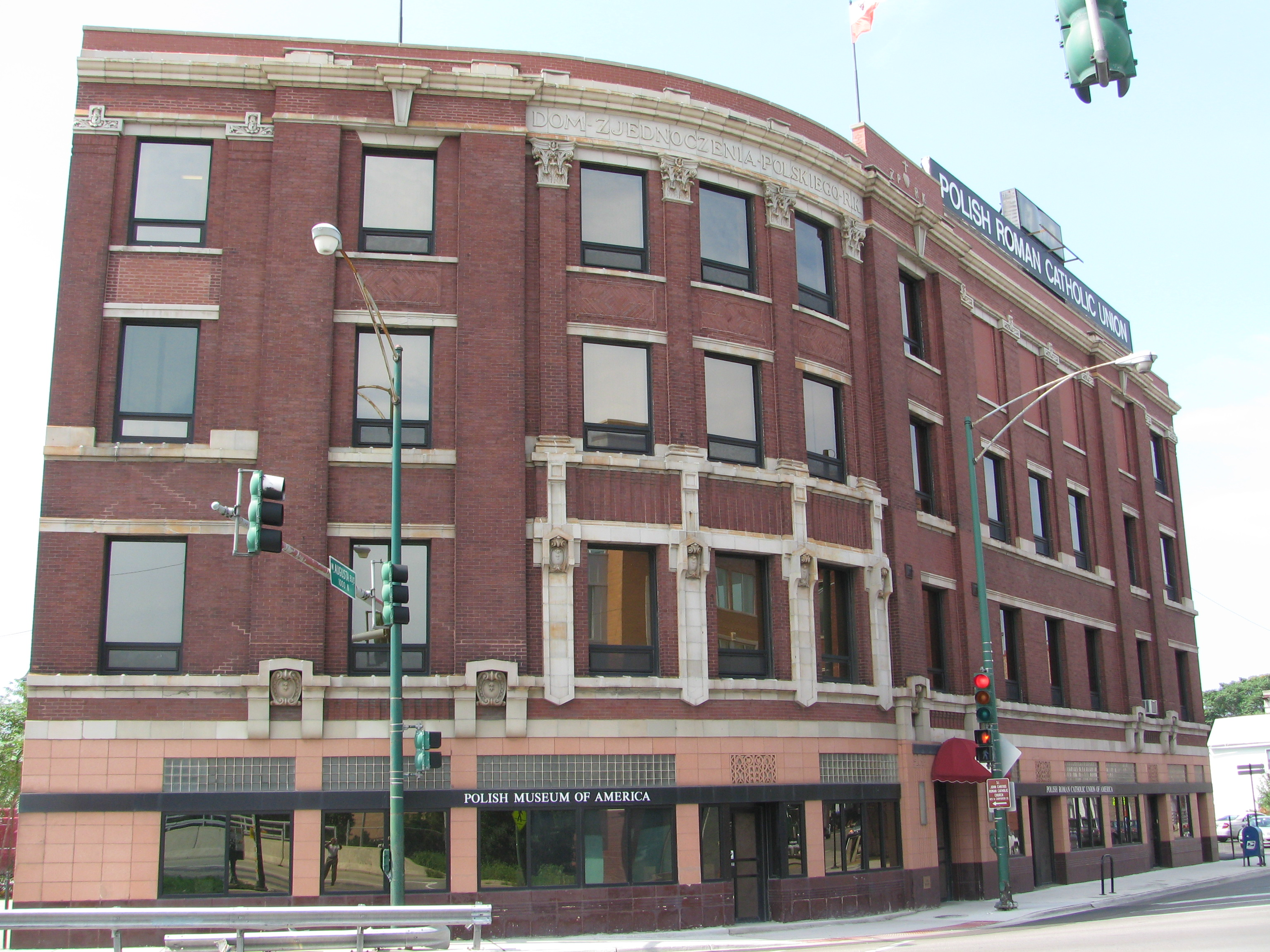
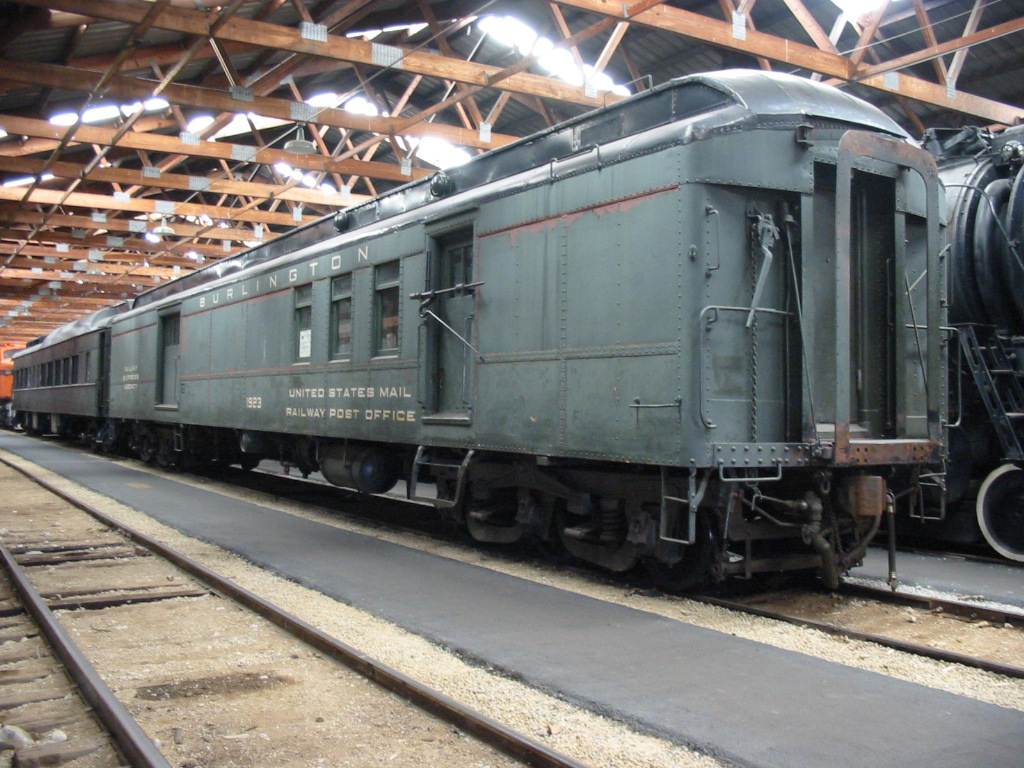
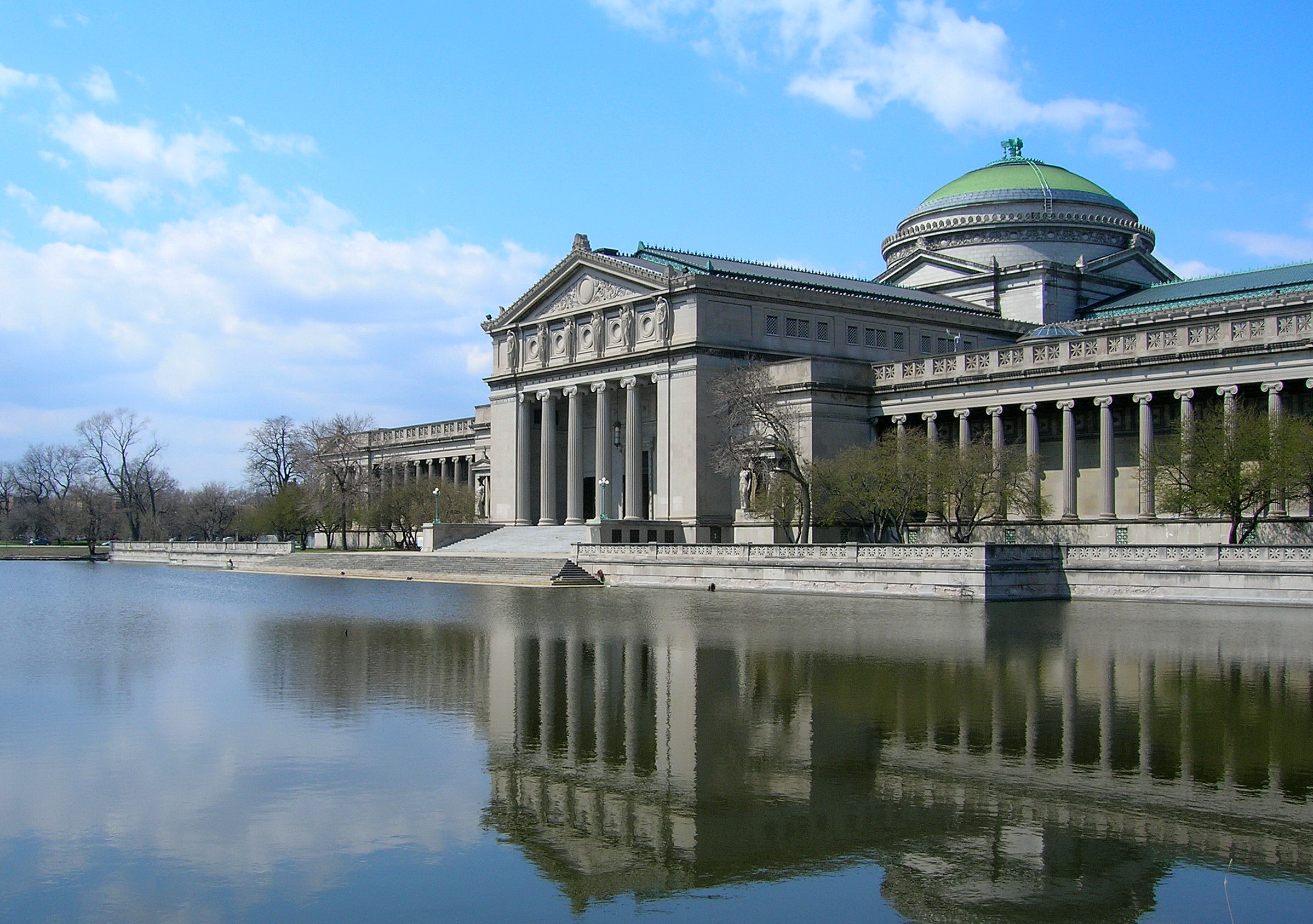
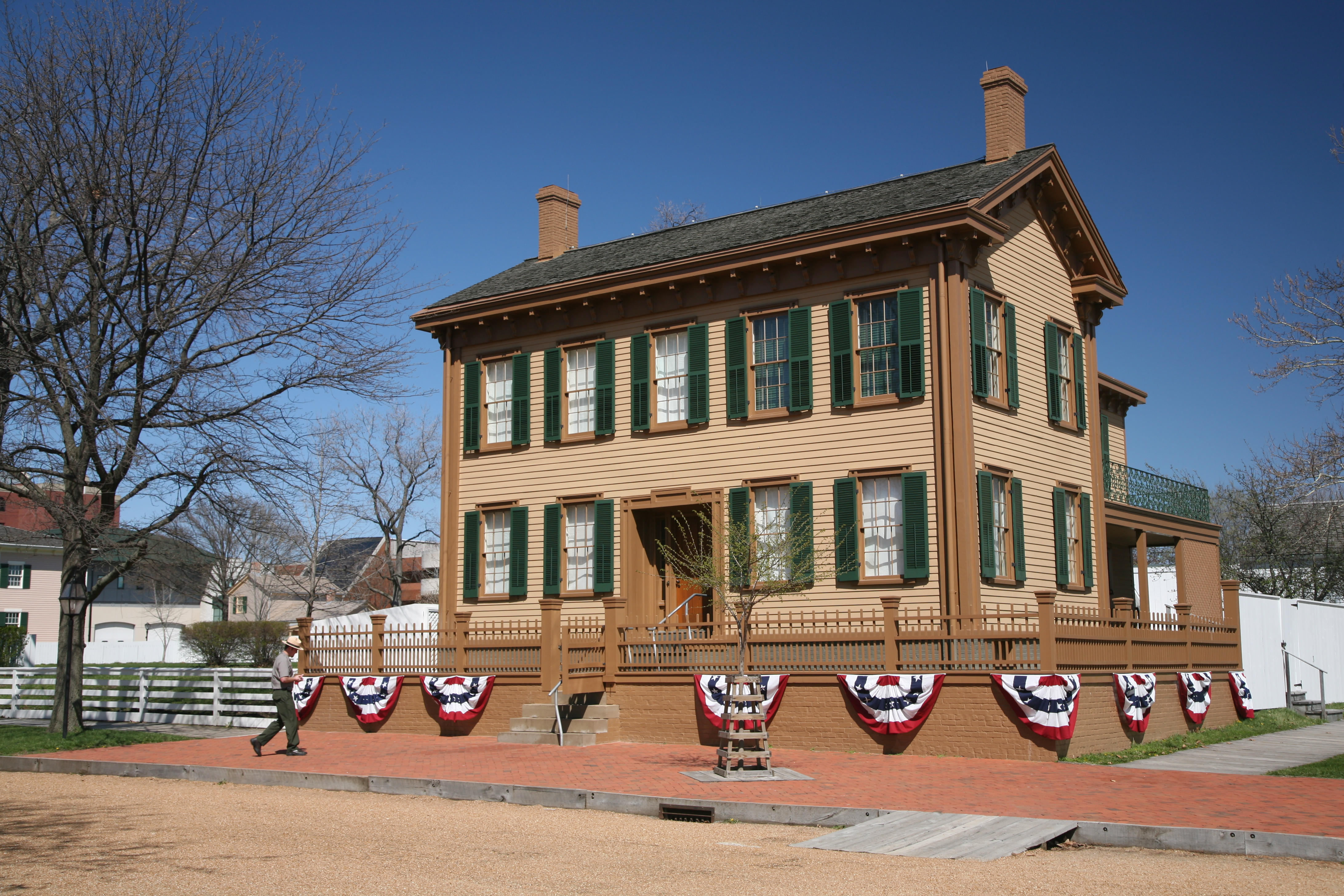
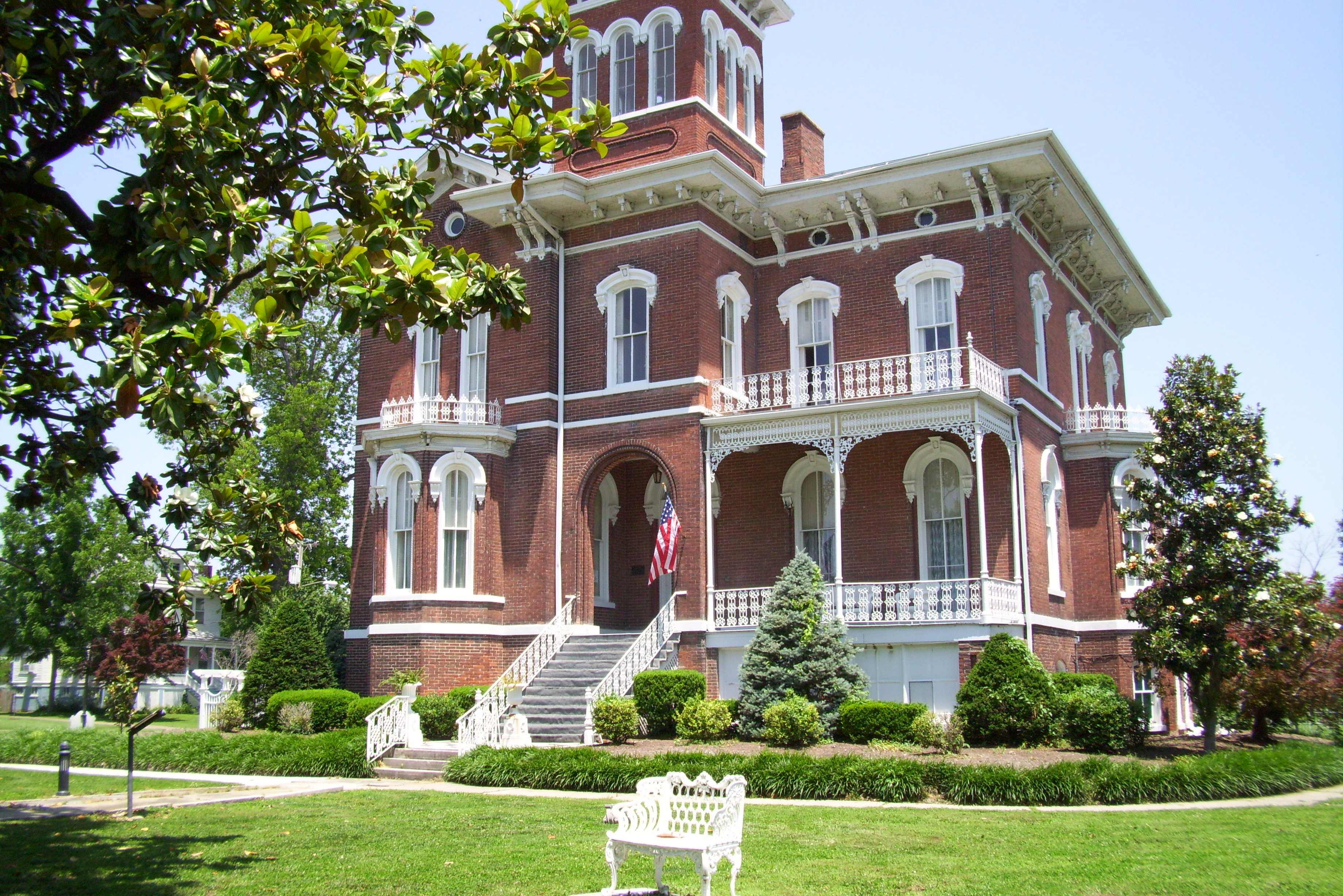

## أبرز من أنجبتهم الولاية
- غابرييل ألموند
- ابراهام لينكون